# صالح تحت التدريب (مسلسل)
صالح تحت التدريب، مسلسل كويتي، من إخراج علي حسين البلوشي، وتأليف عبد الله الحبيل.

## الممثلون
شارك في المُسلسل عددًا من الفنانين، منهم:
- عبد الله الحبيل بدور «صالح».
- مريم الصالح بدور «أم صالح».
- أحمد الصالح بدور «أبو صالح».
- عبد الإمام عبد الله بدور «أبو عادل».
- طارق العلي بدور «فرج».
- ولد الديرة بدور «زيد».
- لطيفة المجرن بدور «أم عادل».
- سماح بدور «نوال».
- حسين البدر بدور «أبو بدر».
- أحمد السلمان بدور «خماس».
- حسين نصير بدور «محمود».
- عبد الله السيفان بدور «عطيوي».